# Женіва (Айова)
Женіва (англ. Geneva) — місто (англ. city) в США, в окрузі Франклін штату Айова. Населення — 136 осіб (2020).

## Географія
Женіва розташована за координатами 42°40′29″ пн. ш. 93°7′47″ зх. д. / 42.67472° пн. ш. 93.12972° зх. д. (42.674798, -93.129766).  За даними Бюро перепису населення США в 2010 році місто мало площу 1,09 км², уся площа — суходіл.

## Демографія
Згідно з переписом 2010 року, у місті мешкало 165 осіб у 68 домогосподарствах у складі 42 родин. Густота населення становила 151 особа/км².  Було 74 помешкання (68/км²).
Расовий склад населення:
| - 98,2 % — білих |

До двох чи більше рас належало 1,8 %. Частка іспаномовних становила 0,6 % від усіх жителів.
За віковим діапазоном населення розподілялося таким чином: 24,2 % — особи молодші 18 років, 58,2 % — особи у віці 18—64 років, 17,6 % — особи у віці 65 років та старші. Медіана віку мешканця становила 40,2 року. На 100 осіб жіночої статі у місті припадало 87,5 чоловіків;  на 100 жінок у віці від 18 років та старших — 86,6 чоловіків також старших 18 років.
Середній дохід на одне домашнє господарство  становив 42 666 доларів США (медіана — 34 375), а середній дохід на одну сім'ю — 49 969 доларів (медіана — 41 875). За межею бідності перебувало 12,7 % осіб, у тому числі 7,7 % дітей у віці до 18 років та 5,6 % осіб у віці 65 років та старших.
Цивільне працевлаштоване населення становило 64 особи. Основні галузі зайнятості: освіта, охорона здоров'я та соціальна допомога — 28,1 %, виробництво — 15,6 %, транспорт — 14,1 %.